# Oscar Gatto
Oscar Gatto (Montebelluna, Treviso, Vèneto, 1 de gener de 1985) és un ciclista italià, professional des del 2007 fins al 2020.
En el seu palmarès destaca una victòria d'etapa al Giro d'Itàlia de 2011, el Giro del Vèneto del 2012 i l'A través de Flandes del 2013.

## Palmarès
- 2005
  - 1r al Giro del Canavese
  - Vencedor d'una etapa del Giro de la Vall d'Aosta
- 2006
  - 1r a la Copa Ciutat d'Asti
  - Vencedor d'una etapa del Giro de les Regions
- 2009
  - Vencedor d'una etapa del Giro de Sardenya
- 2010
  - 1r al Gran Premi Nobili Rubinetterie
- 2011
  - 1r al Trofeu Matteotti
  - 1r al Giro de la Romanya
  - Vencedor d'una etapa al Giro d'Itàlia
  - Vencedor d'una etapa al Giro de la Província de Reggio de Calàbria
- 2012
  - 1r al Giro del Vèneto
  - Vencedor d'una etapa al Giro de Padània
- 2013
  - 1r a l'A través de Flandes
- 2014
  - Vencedor de 2 etapes de la Volta a Àustria
- 2015
  - Vencedor de 2 etapes del Sibiu Cycling Tour
- 2016
  - Vencedor d'una etapa de la Volta a Andalusia
- 2017
  - Vencedor d'una etapa de la Volta a Àustria

### Resultats al Giro d'Itàlia
- 2007. 141è de la classificació general
- 2008. Abandona (14a etapa)
- 2009. 149è de la classificació general
- 2011. 105è de la classificació general. Vencedor d'una etapa
- 2012. 113è de la classificació general
- 2013. 98è de la classificació general
- 2014. 116è de la classificació general
- 2015. No surt (15a etapa)

### Resultats a la Volta a Espanya
- 2008. 127è de la classificació general
- 2014. Abandona (16a etapa)

### Resultats al Tour de França
- 2016. 156è de la classificació general